# Jane Catherine Ngila
Jane Catherine Ngila là Trưởng phòng Hóa học ứng dụng tại Đại học Johannesburg, công việc của cô tập trung vào ứng dụng công nghệ nano cho lọc nước. Cô là thành viên của Viện Hàn lâm Khoa học Nam Phi.

## Sự nghiệp
Ngila có được bằng B.Ed. vào năm 1986 và ThS. trong hóa học năm 1992 từ Đại học Kenyatta ở Nairobi, Kenya. Cô đã được chính phủ Úc trao tặng học bổng, học bổng AIDAB/EMSS. Giáo sư Ngila lấy bằng tiến sĩ hóa học phân tích-môi trường tại Đại học New South Wales, Úc vào năm 1996. Cô bắt đầu sự nghiệp của mình như một gia sư trong khoa Hóa học tại Đại học Kenyatta năm 1989, và được bổ nhiệm làm giảng viên vào năm 1996. Sau đó, cô làm việc tại Đại học Botswana (1998-2006) và sau đó là giảng viên cao cấp tại Đại học KwaZulu-Natal (2006-2011) trước khi được bổ nhiệm làm Giáo sư Hóa học ứng dụng tại Đại học Johannesburg năm 2011  Hiện tại Ngila là Phó Giám đốc tại Viện Dầu khí Morendat (MIOG), Công ty Đường ống Kenya.

## Nghiên cứu
Lọc nước bằng nhựa hóa học và các chất hấp phụ khác là trọng tâm nghiên cứu của Ngila. Ngila là một tác giả hoặc đồng tác giả của hơn 150 bài báo và bài báo đánh giá. Chỉ số h hiện tại của cô là 23.

## Giải thưởng và danh dự
- Giải thưởng Kwame Nkrumah của Liên minh Châu Phi năm 2016 [7]